# دارشکنک لافرنی
دارشکنک لافرنی (نام علمی: Picumnus lafresnayi) نام یک گونه از سرده دارشکنک‌ها است.